# Casa „Cuza Vodă” din Galați
Casa „Cuza Vodă” este un monument istoric situat în municipiul Galați. El adăpostește astăzi muzeul cu același nume.
Asociația "Casa Cuza Vodă", constituită în anul 1937 din inițiativa unor gălățeni, a cumpărat cu fondurile strânse prin subscripție publică, donații și contribuția autorităților locale și centrale, fosta casa părintească a lui Alexandru Ioan Cuza. La 24 ianuarie 1939, aici a fost inaugurat Muzeul "Casa Cuza Vodă", dedicat prezentării personalității reprezentată de domnitorul Unirii. Totodată, exponatele arătau și dezvoltarea orașului Galați în a doua jumătate a secolului al XIX-lea și primele decenii ale secolului al XX-lea, ca centru comercial, economic și cultural al României moderne.
În curtea muzeului se află un alt monument istoric, bustul lui Alexandru Ioan Cuza realizat la 1886, înscris în lista monumentelor istorice la cod LMI GL-III-m-B-03127. De asemenea, și în rotonda din fața Grădina Publice se găsește un monument al domnitorului Alexandru Ioan Cuza (cod LMI GL-III-m-B-03129).
Muzeul a cunoscut mai multe reorganizări expoziționale:

1994-1995 - a fost reorganizată expoziția permanentă din corpul central;

2003 - a fost amenajată clădirea anexă folosindu-se principii de expunere și de documentare contemporane. S-a realizat o expoziție de colecții - filatelie, numismatică, medalistică;

2014 - expoziții găzduite de Casa Cuza Vodă au fost relocate la Muzeul „Casa Colecțiilor”.

## Imagini

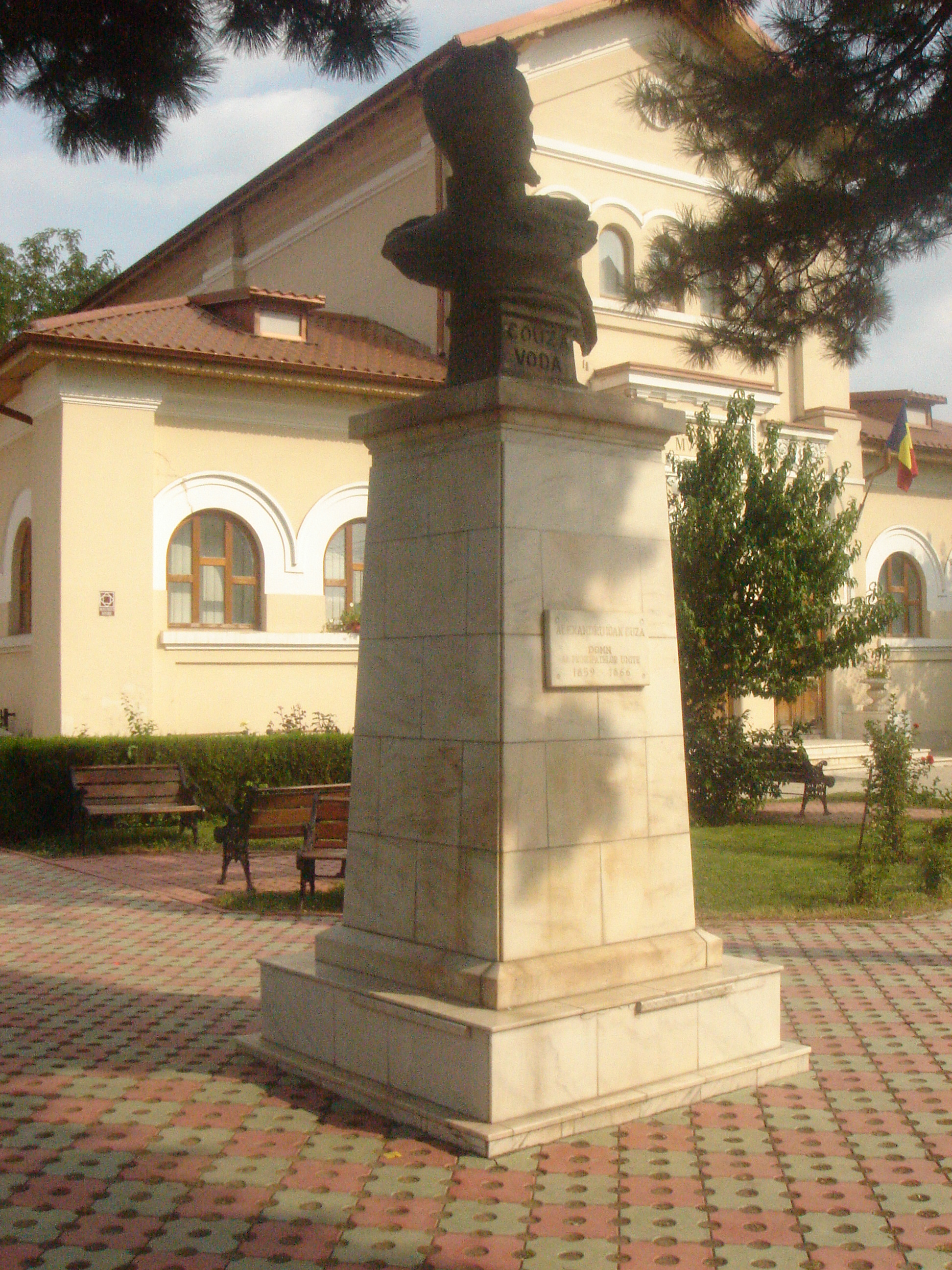
Bustul lui Alexandru Ioan Cuza din curtea Muzeului „Casa Cuza Vodă” din Galați
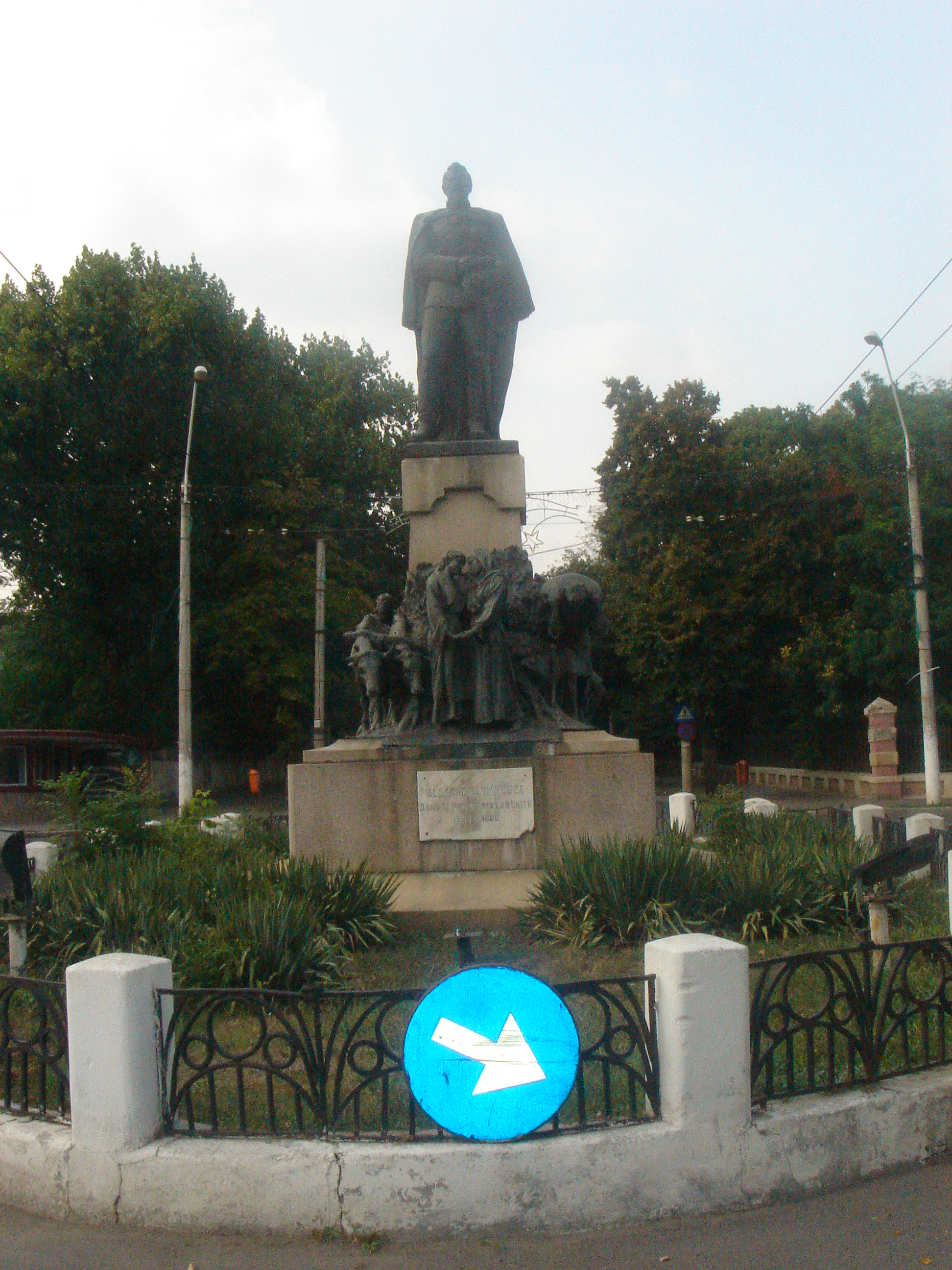
Monumentul lui Alexandru Ioan Cuza în rotonda din fața Grădinii Publice din Galați
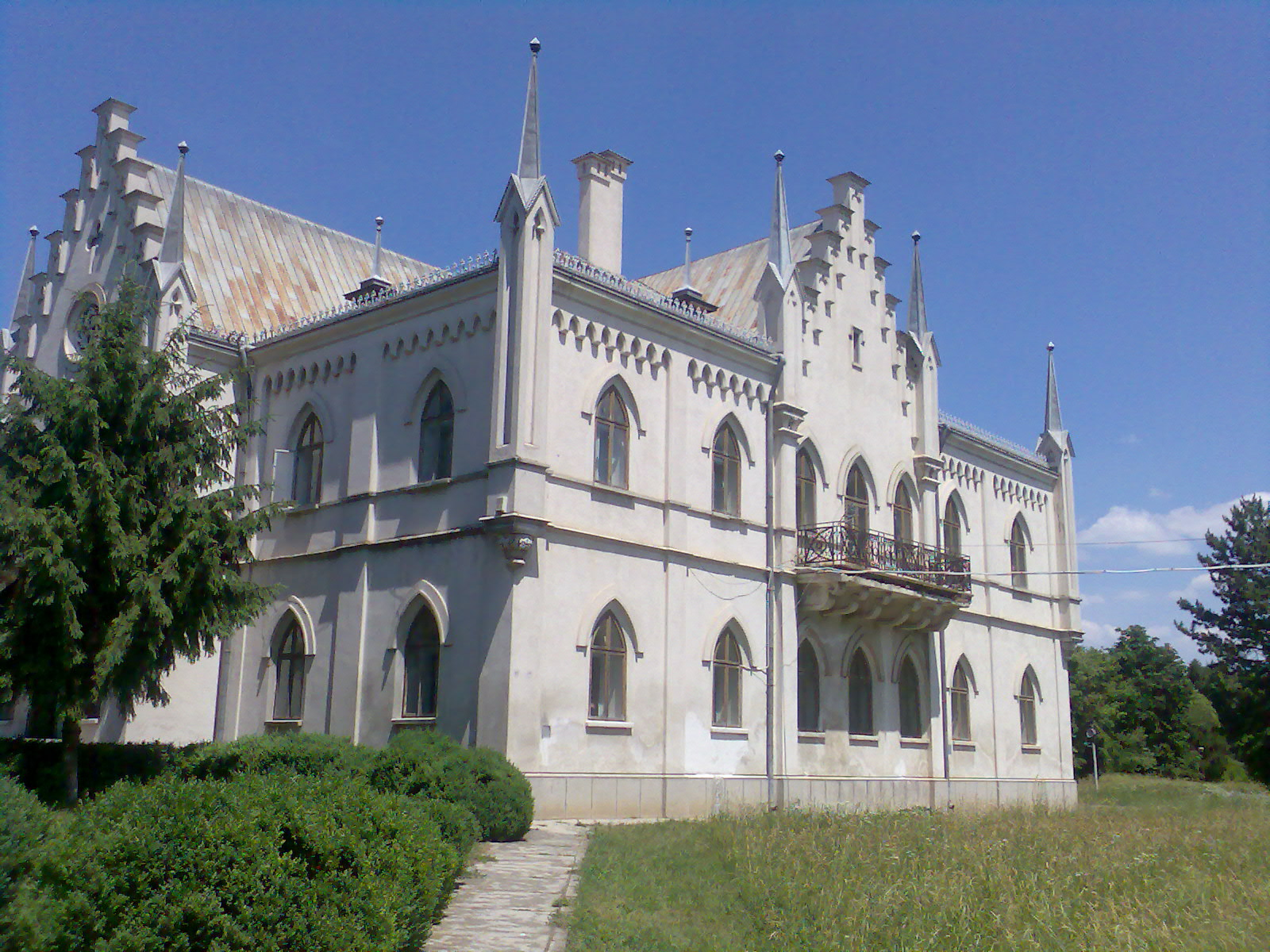
Palatul Alexandru Ioan Cuza de la Ruginoasa
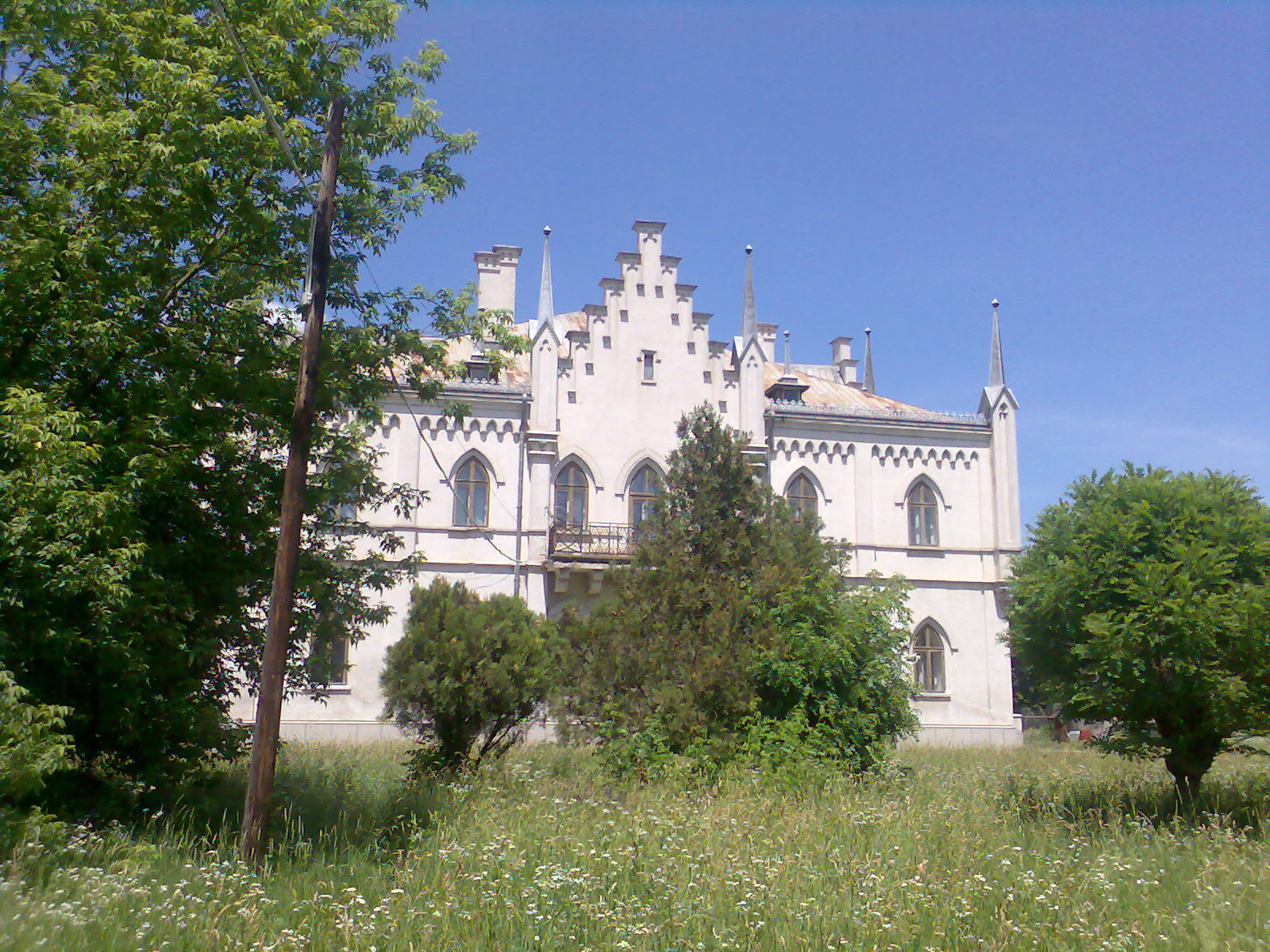
Palatul Alexandru Ioan Cuza de la Ruginoasa
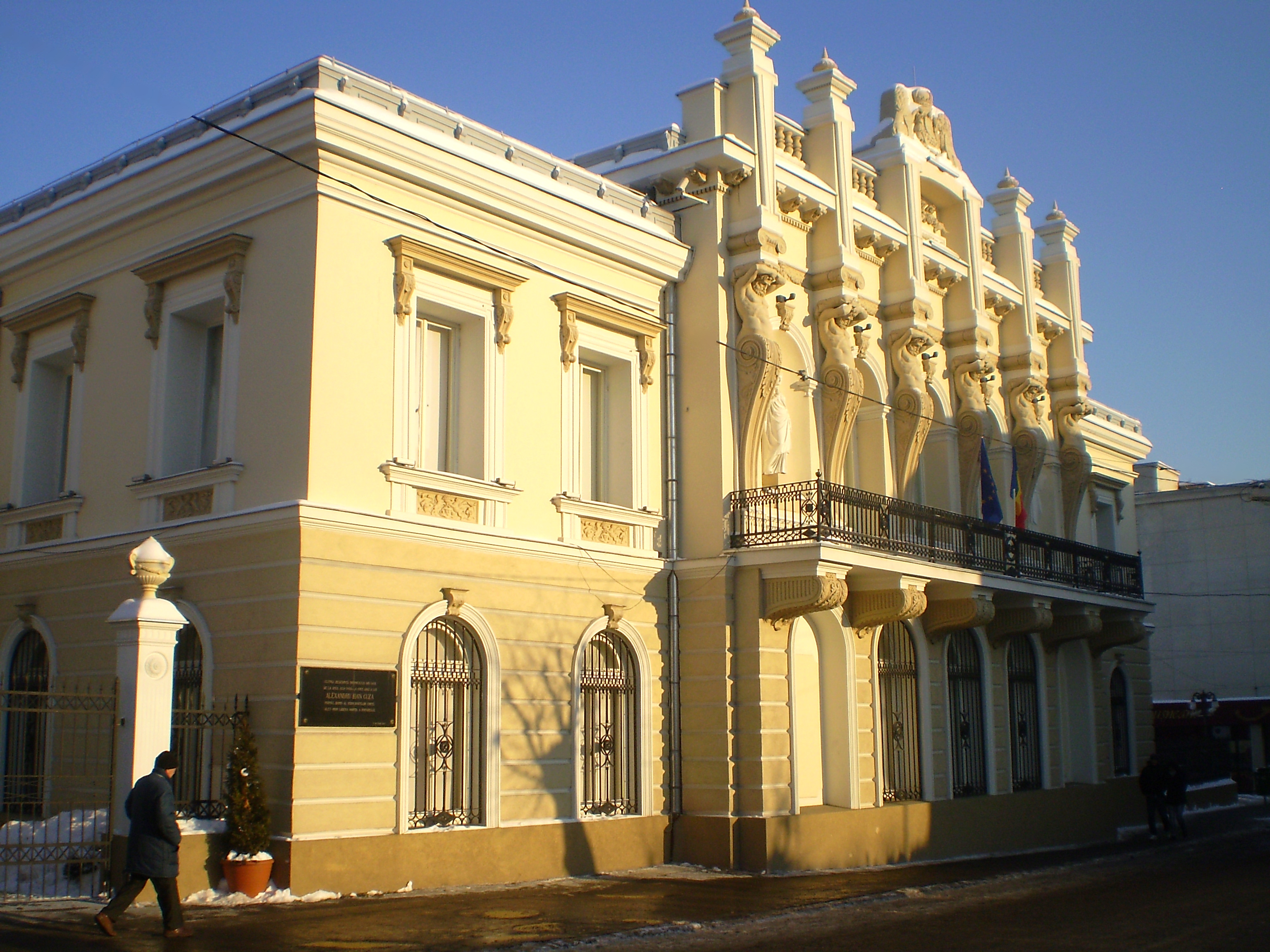
Reședință domnească a lui Alexandru Ioan Cuza (astăzi Muzeul Unirii) din Iași